# Gyula Szabó (bokser)
Gyula Szabó – węgierski bokser, złoty medalista Mistrzostw Europy z roku 1930 oraz brązowy z roku 1937.

## Kariera
W czerwcu 1930 zdobył złoty medal na Mistrzostwach Europy, w kategorii piórkowej. W ćwierćfinale turnieju pokonał na punkty Szweda  Bertila Nilssona. W półfinale pokonał na punkty Polaka Jana Górnego. W walce finałowej walce pokonał na punkty Włocha Amedeo Saracini. W 1937 zdobył brązowy medal w tej samej kategorii wagowej. W półfinale przegrał z Polakiem Aleksandrem Polusem, a w walce o trzecie miejsce pokonał Rumuna Marina Gaspara.